# Rudolf Fuksa
Rudolf Fuksa (27. listopadu 1930 Motyčín u Kladna – 9. srpna 1952 Praha) byl agent chodec, účastník protikomunistického odboje popravený ve svých jednadvaceti letech v Praze na Pankráci.

## Život
Rudolf Fuksa se po druhé světové válce s rodiči přestěhoval do Chrastavy, kde stál u zrodu chrastavského fotbalu a působil jako vedoucí skautů. U svého otce, který se stal správcem tiskárny, se vyučil typografem. 4. dubna 1949 nastoupil ke Sboru národní bezpečnosti. Po základním výcviku v Liberci sloužil u Pohraniční stráže v Nýrsku u Železné Rudy. Prodělal radiotelegrafický kurz ve Zbirohu a dosáhl hodnosti staršiny.
Dne 6. srpna 1951 přešel v uniformě a se zbraní hranice do západního Německa, kde se v utečeneckém táboře seznámil s na den stejně starým Jiřím Hejnou. Oba mladé muže získal pro spolupráci československý zahraniční odboj, který úzce spolupracoval s americkou zpravodajskou službou. Společně prošli školením v Mnichově, kde byli seznámeni s náplní práce agentů chodců. Dne 19. října 1951 přešli hranice zpět do Československa a v Děčíně a Teplicích získali spolupracovníky a vybudovali mrtvou schránku.
V Plzni byl však Rudolf Fuksa poznán svým kamarádem Františkem Dolejšem, který bezprostředně potom agenty udal Státní bezpečnosti. Dne 27. října 1951 byli oba mladíci zatčeni na nádraží v Klatovech. Obviněni byli z vlastizrady, vyzvědačství a zběhnutí a následně 12. března 1952 odsouzeni k trestu smrti. Odvolání ani žádosti o milost nebyly vyslyšeny a 9. srpna 1952 byli oba časně ráno popraveni v pankrácké věznici.
Tělo Rudolfa Fuksy bylo tajně pohřbeno do hromadného hrobu na Ďáblickém hřbitově. Na Čestném pohřebišti III. odboje na Ďáblickém hřbitově se nachází symbolický Fuksův hrob. Tamní symbolické náhrobky odkazují na zemřelé politické vězně bez ohledu na jejich přesné místo pohřbení.
Rehabilitován byl v roce 1990. Dne 11. listopadu 2008 Rudolfa Fuksu ocenila ministryně obrany Vlasta Parkanová Vyznamenáním Zlaté lípy in memoriam za obranu demokracie. Dne 13. prosince 2008 mu byla v Chrastavě na domě, kde žil, odhalena z iniciativy jeho prasynovce pamětní deska; městské zastupitelstvo návrh na zřízení desky městem a její umístění na radnici zamítlo.
Začátkem roku 2009 natočili žáci deváté třídy ZŠ v Mníšku u Liberce o Rudolfu Fuksovi dokument, který v rámci projektu Bojovníci proti totalitě očima dětí skončil v celorepublikové soutěži na třetím místě.
Je od Tebe velice hezké, dědo, že jsi chtěl tento trest vzíti za mne. … Ale je mi souzeno, abych to byl právě já, kterému je tento trest uložen. Věřte, že jej přijmu, jak se na správného muže patří…
Z posledního dopisu adresovaného prarodičům

## Připomínky
- Jeho jméno je uvedeno na pamětní desce na domě, kde žil (na adrese Turpišova 408, Chrastava). Na desce je nápis: "V tomto domě žil účastník protikomunistického  odboje / občan města Chrastavy / RUDOLF FUKSA / narozen 27. 11. 1930, popraven 9. 8. 1952 / Čest jeho památce".[4]
- Jeho jméno je uvedeno na pamětní desce popraveným příslušníkům Sboru národní bezpečnosti umístěné na fasádě v podloubí před vstupem do budovy Policejního prezidia České republiky na adrese Strojnická 935/27, 170 89 Praha 7 – Holešovice.[5][6]
- Jeho jméno je uvedeno na desce v řadě 35 na Čestném pohřebišti popravených a umučených z 50. let (III. odboj) na Ďáblickém hřbitově.[7]

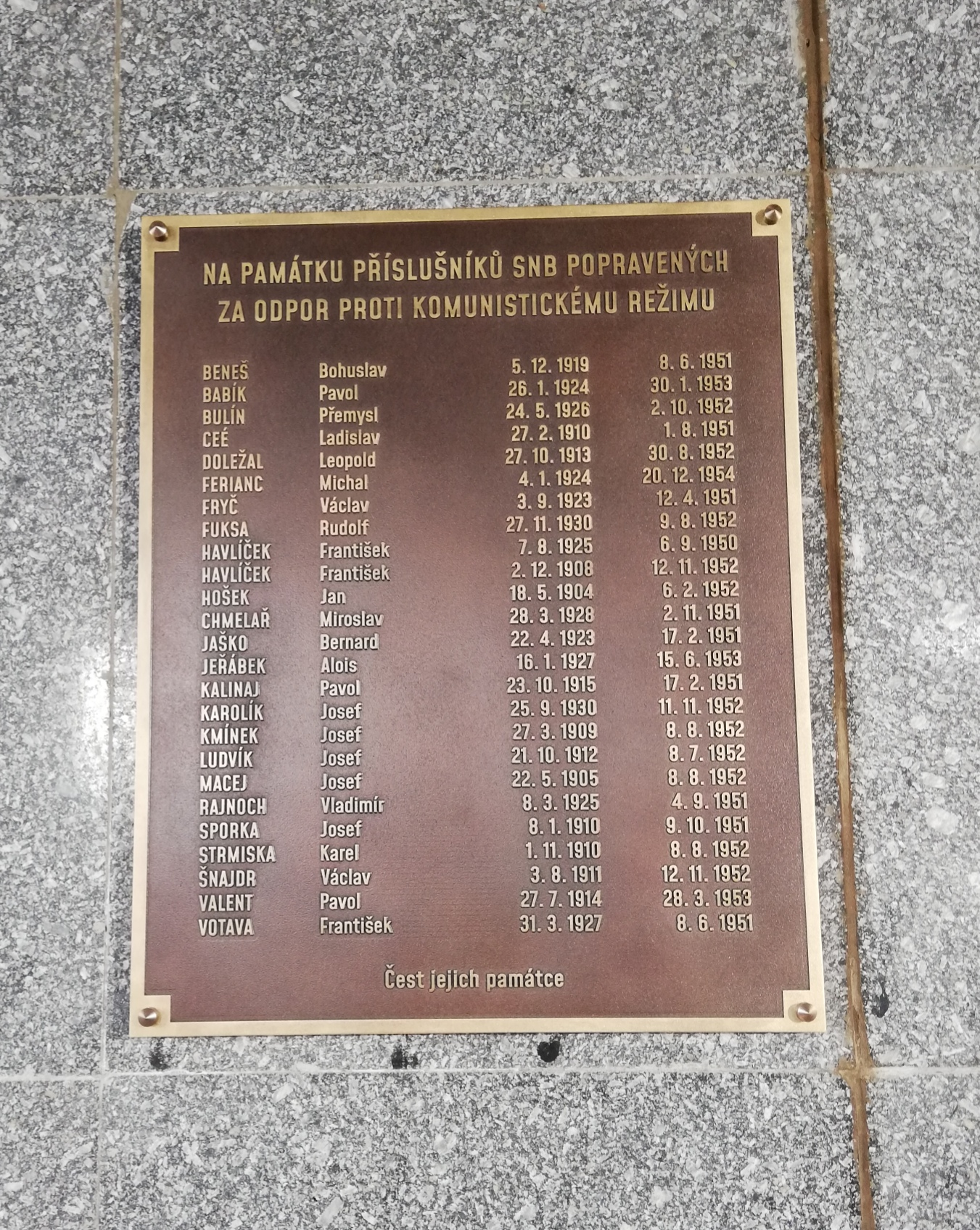
Pamětní deska popraveným příslušníkům Sboru národní bezpečnosti se jménem Rudolfa Fuksy v pražských Holešovicích
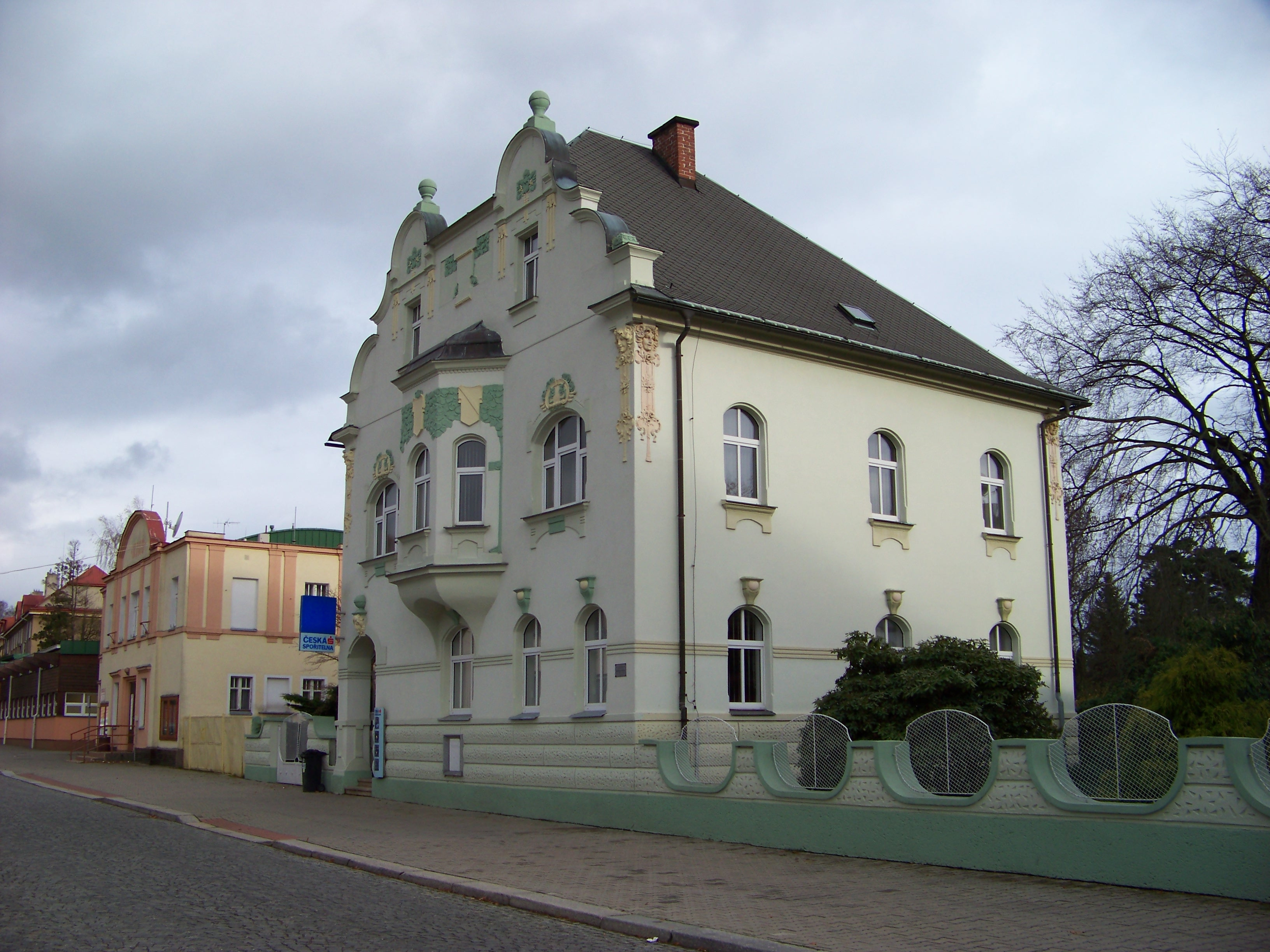
Dům čp. 408 v Turpišově ulici v Chrastavě, kde žila rodina Fuksů
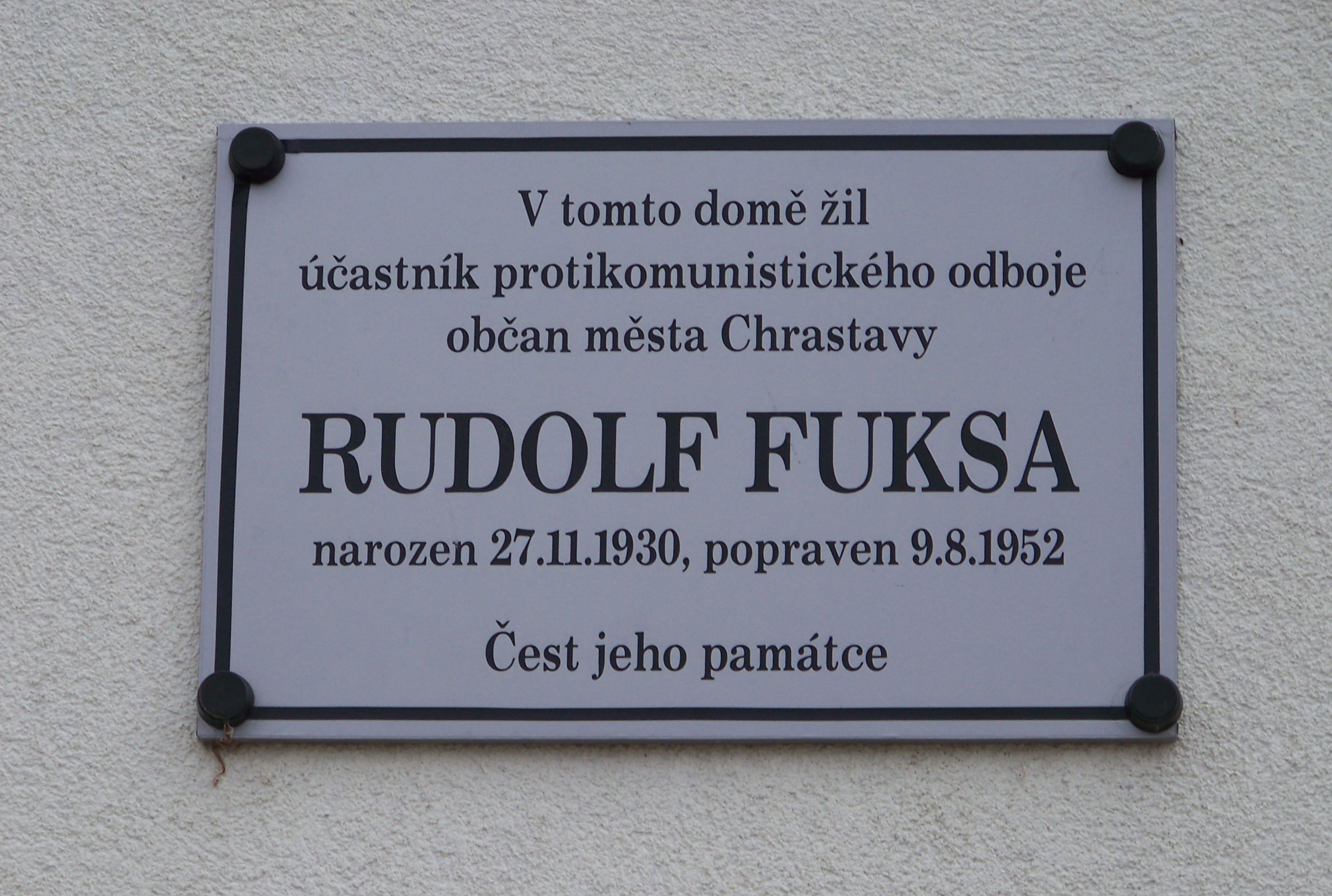
Pamětní deska z roku 2008 na domě čp. 408 v Turpišově ulici v Chrastavě
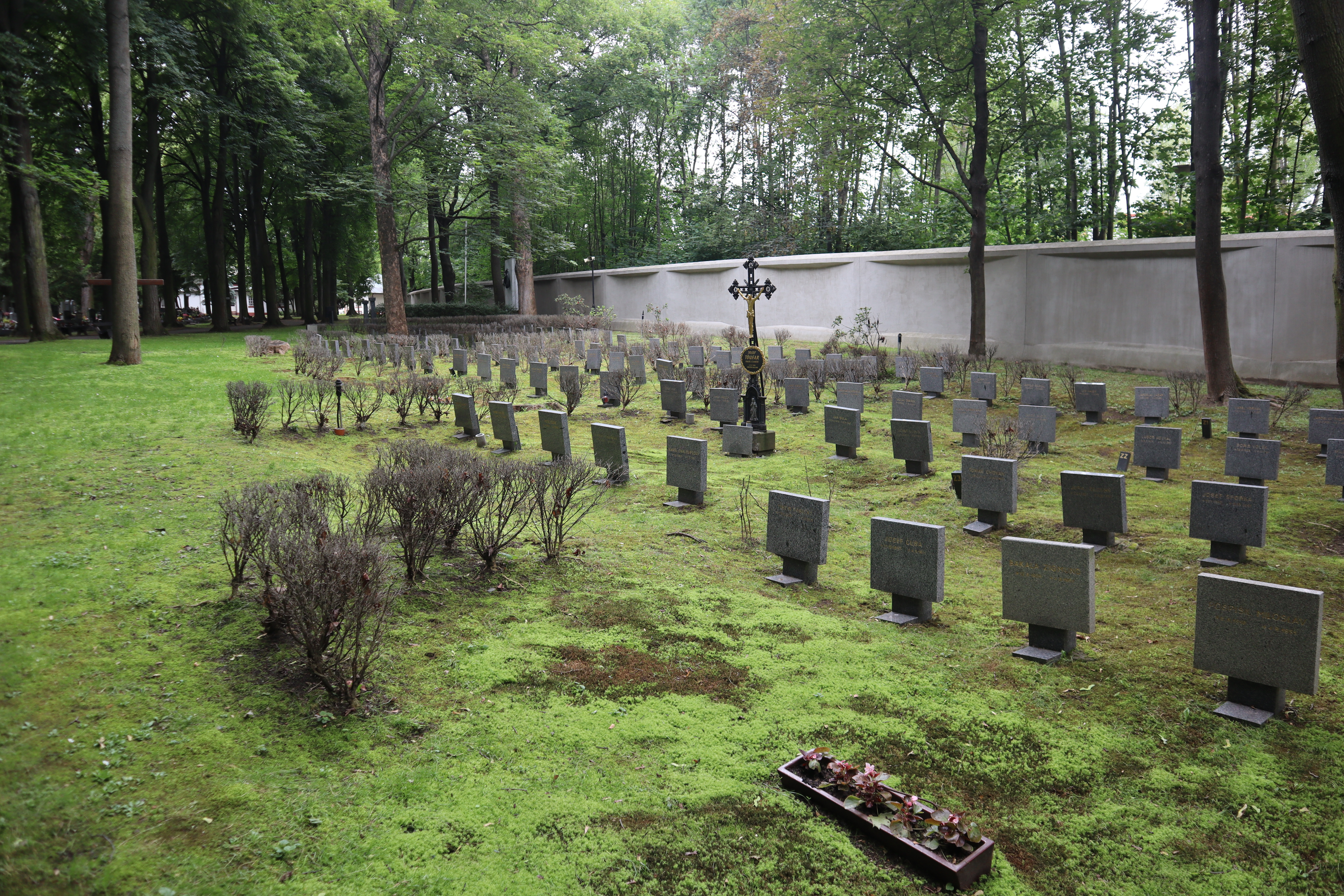
Čestné pohřebiště popravených a umučených z 50. let (III. odboj) na Ďáblickém hřbitově
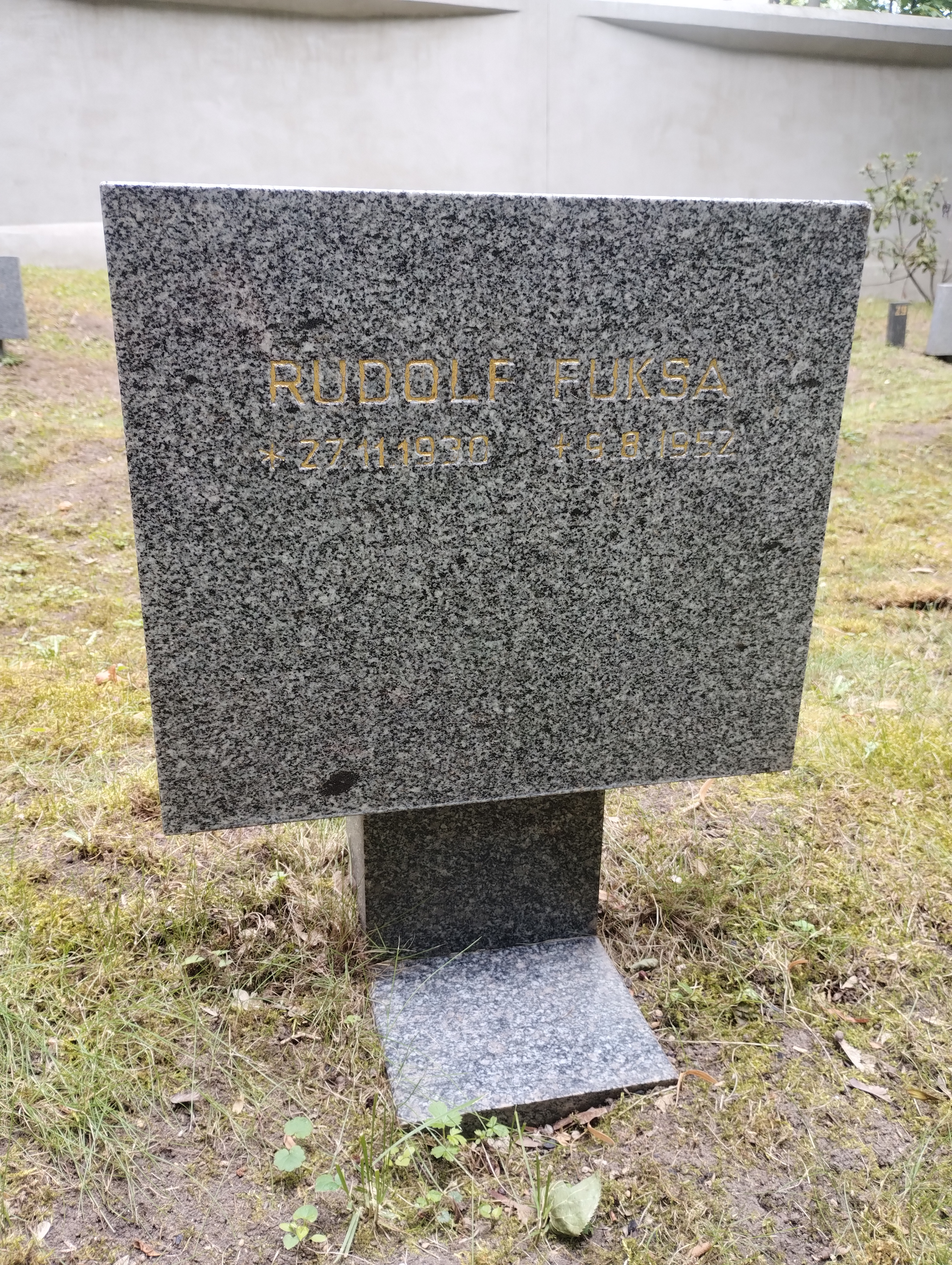
Symbolický náhrobek R. Fuksy na Čestném pohřebišti v Ďáblicích